# 中山峻
中山 峻（なかやま しゅん、1965年4月6日 - ）は、日本の俳優。静岡県出身。インターフレンド所属。

## 人物
身長178cm。体重65kg。血液型B型。
特技は日常英会話、スキューバダイビング、乗馬、殺陣。
1987年、映画『BAD HISTORY』でデビュー。

## 出演

### 映画
- BAD HISTORY（1987年）
- RAMPO 奥山監督版（1994年） - 出演協力
- KAMIKAZE TAXI 復讐の天使（1995年） - テロ役
- トラブルシューター TROUBLE WITH NANGO（1995年）
- GONIN2（1996年）
- CURE（1997年） - 高部賢一
- 黒の天使 Vol.1（1998年）
- 金融腐蝕列島〔呪縛〕（1999年）
- 黒の天使 Vol.2（1999年）
- 白痴（1999年） - 大吉
- フリーズ・ミー（2000年）
- 花と蛇（2004年） - 川田一夫
- 花と蛇2 パリ/静子（2005年） - 墨田
- 刺青 SI-SEI（2006年）
- ジャポニカ・ウイルス（2006年） - 武部部長
- 人が人を愛することのどうしょうもなさ（2007年）
- ハブと拳骨（2007年）
- ヌードの夜/愛は惜しみなく奪う（2010年） - サラリーマン
- 八月の二重奏（2010年） - 公務員の父
- 探偵はBARにいる2 ススキノ大交差点（2013年） - 酔っ払い
- フィギュアなあなた（2013年）
- 甘い鞭（2013年） - 鳴海
- 孤狼の血（2018年） - 広島仁正会五十子会幹部 吉原圭輔
- としまえん(2019年）
- うちの執事がいうことには（2019年）
- 花咲く部屋 昼下がりの蕾（2019年） - 春樹
- 生きない（2023年）[4]

### テレビドラマ
NHK
- 新選組!（2004年） - 古高俊太郎
- 次郎長背負い富士（2006年）
- 柳生十兵衛七番勝負 最後の闘い（2007年）
- 龍馬伝（2010年） - 長尾元右衛門

日本テレビ
- ジャングル・マドンナのように（1987年）
- もっとあぶない刑事（1988年） - 松本
- 火曜サスペンス劇場
  - 震える目（1995年）
  - 盲人探偵・松永礼太郎 6（1996年）
  - 私書箱25号の女（1996年）
- ザ!世界仰天ニュース 緊急特別版 落ちた偶像〜光クラブ事件（2006年）
- 3.11 その日、石巻で何が起きたのか〜6枚の壁新聞（2012年）

TBS
- 仮面ライダーBLACK第3話（1987年）
- 竜馬がゆく（1997年）
- 天国に一番近い男 教師編（2001年）
- 月曜ゴールデン
  - 緑川警部シリーズ（2009年） - 永田亮介
  - 北海道警察 4（2015年） - 加治木隆治
- 月曜名作劇場
  - 駅弁刑事・神保徳之助 5（2011年） - 掛川幸雄
  - 警視庁南平班〜七人の刑事〜10（2017年） ‐ 乾佑介
- 水戸黄門 第43部（2011年） - 島田
- 警部補・杉山真太郎〜吉祥寺署事件ファイル（2015年）

フジテレビ
- 我慢できない! クリスマススペシャル（1995年）
- TOKYO23区の女（1996年）
- ドク（1996年）
- 金曜エンタテイメント
  - 女弁護士水島由里子の危険な事件ファイル（1997年）
  - 左手に告げるなかれ（1997年） - 小笠原刑事
  - 片岡鶴太郎の金田一耕助シリーズ 9（1998年） - 多門連太郎
  - 年の差カップル刑事（1998年）
  - 年の差カップル刑事2（2001年）
- STAFF ONLY -立入禁止!-（1997年）
- ショムニスペシャル（1998年）
- パーフェクトラブ!（1999年） - 鎚本
- モナリザの微笑（2000年）
- 救命病棟24時 2（2001年）
- 金曜プレステージ 松本喜三郎一家物語 〜おじいさんの台所〜（2007年）

テレビ朝日
- ゴリラ・警視庁捜査第8班（1989年）
- 南青山コンビニ探偵24時間営業 美人ピアニスト殺人事件の謎（1990年）
- 土曜ワイド劇場
  - ホームスイートホーム（1995年）
  - 終着駅シリーズ（1997年） - 秋本弘
  - 行きずりの街 名門女子学園スキャンダル（2000年）
  - 西村京太郎トラベルミステリー 34（2000年） - 原勇一
  - 殺人銀行 強盗たちはなぜ殺されたのか？（2001年8月25日）
  - 鉄道捜査官 13（2012年） - 服部圭介
- 闇のパープル・アイ（1996年）

テレビ東京
- 月曜・女のサスペンス 寝台特急「あけぼの1号」の女（1990年）
- 角筈にて（1999年）
- 貯まる女（2000年）
- 正しい王子のつくり方（2008年）
- 水曜ミステリー9 刑事長 2（2014年）
- 仮釈放の条件 出口の裁判官 岬真斗香（2016年）

WOWOW
- 罪人の嘘（2014年）

BS-i
- 恋する日曜日（2003年）

その他
- 憤怒的蝶々（2008年）

### オリジナルビデオ
- 極妻は15才（1996年）
- 極道の2号たち（1996年） - 鮫丸組組員（組長の実子）
- GIRLS&GIRLS2
- 変わらぬままで
- ノーパン女教師3（2004年）
- JINGI 仁義
- BADHISTORY
- 極道の紋章 第九章（2009年） - 馬渕組若頭 三浦勉
- ジャングルクロウ!（2010年）
- Memories of Blue
- 甘い蜜 / 悪徳スカウトマンの罠（2014年）
- 日本統一8,9（2014年） - 岐阜 柳ケ瀬連合会会長 北村朝雄
- 新・極道の紋章5（2015年） - 七代目駿河黒政一家 ナオエ
- 若頭暗殺史 修羅の男たち（2016年） - 若宮組若頭 藪孝行
- 制覇6（2016年） - 難波組新道会東瀛会組員 土井健太郎
- 頂点(てっぺん)2（2017年） - 川本興業 片桐三兄弟 志郎
- YOKOHAMA BLACK3（2017年） - 四代目相模睦連合会長 剣崎大我
- 發の竜〜逆転の闘牌〜1・2（2017年） - 雀荘のマスター
- 極道天下布武（2017年） - 和泉椎政
- 極道の門（2018年） - 義道会若頭補佐 天道会会長 天道修平
- GOKU・OH 極王（2019年） - 丹羽興業組員
- 色眼鏡　藍染小紋の女-沙織-（2021年、シネマファスト） - 華神雄介 役[5]

### 舞台
- 壊れゆく時を越えて
- おたふく物語
- 刺青
- ら抜きの殺意（2010年） - 堀田与平
- ヌケガラ（2012年）
- 「ひとりぼっちのヒーロー」 -冬の桜-（2013年）
- タクシードライバー（水上竜士　作演出）
- 沈黙の朝、鳥の声が聴こえていた（水上竜士　作演出）

### CM
- UBS証券
- 朝日綜合株式会社
- モンデリーズ・ジャパン リカルデントガム（2011年）
- Audi 「ただいま編」（2019年）

### VP
- 警視庁警務部教養課「その言葉が.. 〜セクハラ・パワハラの防止〜」

### ラジオ
- FMシアター KIRA